# Gallicano nel Lazio
Gallicano nel Lazio är en ort och kommun i storstadsregionen Rom, innan 2015 provinsen Rom, i regionen Lazio i Italien. Kommunen hade 6 290 invånare (2018).